# Santuario de flora Isla de la Corota
El Santuario de Flora Isla de la Corota es el área protegida menos extensa del sistema de parques nacionales de Colombia. El santuario protege al ecosistema de la pequeña isla de La Corota, que se sitúa en medio de la laguna de La Cocha, uno de los lagos más pequeños de todo el mundo.

## Generalidades

### Descripción
El área protegida se conforma por una pequeña isla de tan solo doce hectáreas de superficie, ubicada en el norte de la laguna de la Cocha. El parque también protege unas 4 hectáreas de totora (junco) que rodean a la isla. Se creó para conservar un hermoso y único bosque húmedo de piso frío que cubre a La Corota.
Los aborígenes quillasinga habitaron la región del lago hace aproximadamente 500 años. En aquella época habitaron unos 600 indígenas en torno a una misión de dominicos, cerca de la actual población del Encano. Hoy en día aún sienten gran respeto por la isla, ya que la consideran un sitio sagrado para su cultura.
Actualmente el área está dedicada a la agricultura y al turismo. En la isla no hay habitantes, excepto por aquellas de la Unidad de Parques.

### Ubicación
La Isla de la Corota se encuentra aproximadamente a 1° 1' Norte y a 77° 9' Oeste, en el interior de la Laguna de la Cocha, la cual se ubica en territorio del departamento de Nariño, en jurisdicciones del municipio de Pasto.

### Clima
El clima es bastante frío, ya que la isla se encuentra a 2830 metros sobre el nivel del mar en medio la región andina colombiana. Debido a la cercanía del nudo de los Pastos, la región posee característica de páramo a partir de los 2700 metros. La temperatura media de la isla es 11 grados Celsius.

### Geología
La Isla de Corota parece tener un origen volcánico, bueno ya que las rocas que la conforman (principalmente flujos de lava y lodo volcánico) que así lo hacen ver. Su relieve es suavemente ondulado,y solamente interrumpido por una fosa al sureste de la misma.

### Hidrografía
La laguna La Cocha tiene un volumen de unos 1554 millones de metros cúbicos de agua, alimentado por 26 quebradas, lo que conforma una gran reserva hidrográfica para la región, que enriquece no sólo a la isla, sino también a una cuenca hidrográfica que comprende 22590 hectáreas.
El promedio anual de lluvia es de unos 2000 mm, los cuales caen principalmente durante el período de lluvia que va de mayo a julio y de octubre a enero.

## Vida silvestre

### Vegetación y flora
La vegetación es prácticamente bosque primario. Sobre el suelo rico en cenizas volcánicas y materia orgánica se desarrolla este bosque húmedo, alcanzando unos 20 metros de altura. La diversidad vegetal de La Corota es pequeña, si se le compara con las selvas andinas que la circundan.
Alrededor de unas 1500 especies de plantas compiten por los nutrientes, la luz y el calor del sol esta pequeña isla. A pesar de haber estado sujeto a procesos de intervención en el pasado, el bosque está en buen estado de conservación; tiene una composición de bosque maduro secundario denso con predominancia de aliso, arrayán, cucharo, cerote, canelón, siete cueros, encino chiroso y moquillo, entre otras. El epifitismo es abundante, con aproximadamente el 80% de especies. Las epifitas más comunes son las bromelias, que se observan desde el nivel del suelo hasta el dosel, además de orquídeas y anturios.

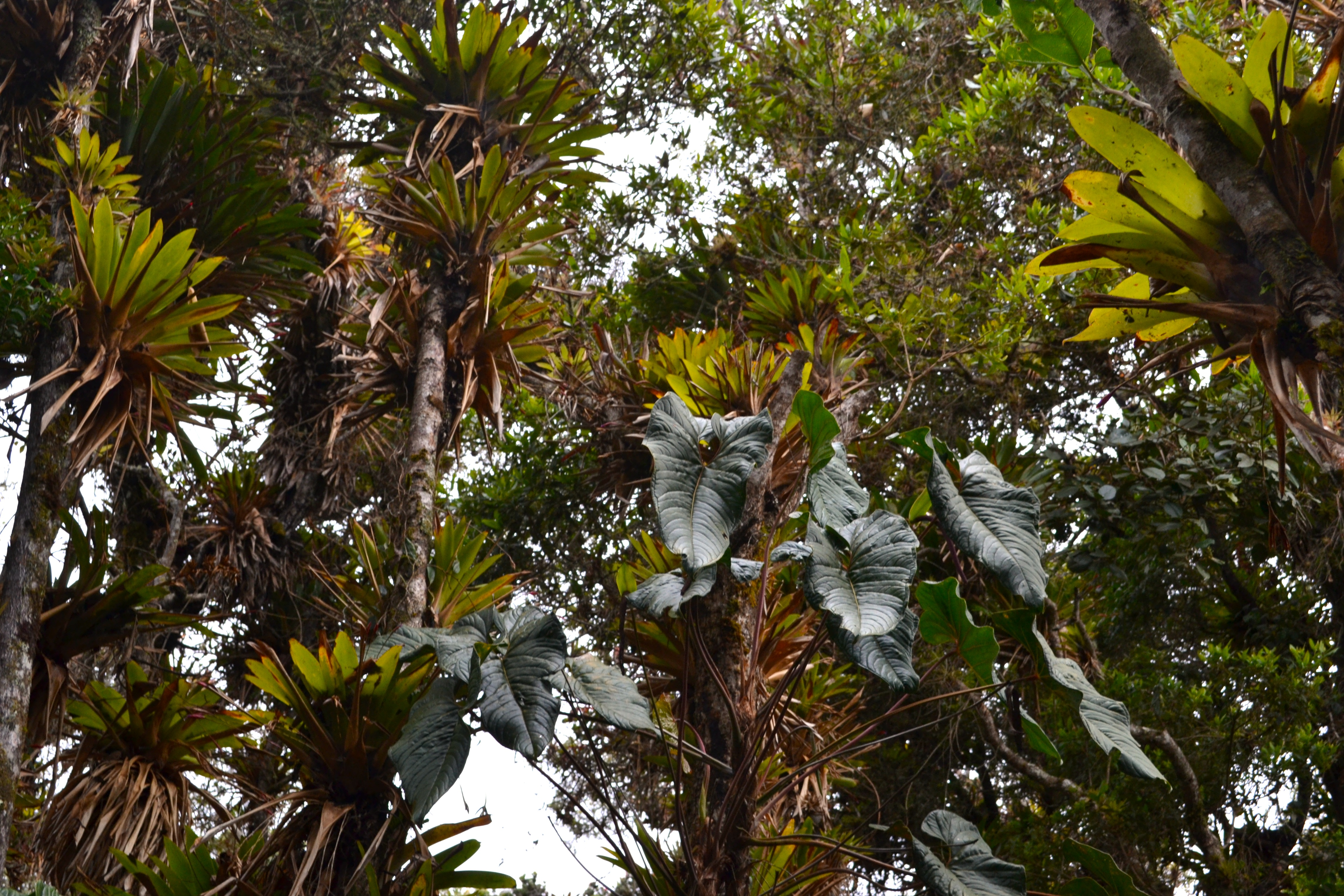
Bosque andino húmedo en la Isla de la Corota

Los elementos florísticos y vegetales más destacados son los siguientes:
- Aliso (Alnus jorullensis).
- Arrayán (Eugenia opaca).
- Chaquilulo (Cavendishia).
- Cucharo (Clusia).
- Cerote (Hesperomeles glabrata).
- Canelón (Drymis granantesis).
- Encino chiroso (Weinmannia tomentosa).
- Mililón silvestre (Hieronyma colombiana).
- Moquillo (Saurauia sccabra).
- Orquídea.
- Siete cueros (Tibouchina lepidota).
- Tito (Monnina).
- Totora (Typha).

|         |
| Clusia. |

|           |
| Orquídea. |

|          |
| Arrayán. |

|        |
| Aliso. |

|         |
| Totora. |

### Fauna
El parque posee abundante variedad de animales silvestres. En el área protegida abundan anfibios, aves y peces como la trucha arco iris, ranas caminadoras, torcacitas, patos zambullidores, patos colorados, entre muchas otras especies.
Entre ellos se destacan los siguientes:
Aves:
- Pato colorado (Anas cyanoptera).
- Pato maicero (Anas georgica).
- Pato zambullidor (Podiceps occipitalis).
- Pato zambullidor grande (Oxyura jamaicensis).
- Focha de agua (Fulica americana).
- Anhinga (Anhinga anhinga).

Mamíferos:
- Ratón silvestre (Thomesomys laniger).

Reptiles y anfibios:
- Rana caminadora (Atelopus ignescens).
- Miembros de la familia Eleutherodactylus.

Peces:
- Guapucha (Grundulus bogotensis).
- Trucha arcoíris (Salmo gairdnerii).

|                |
| Polla de agua. |

|                |
| Pato colorado. |

|                  |
| Trucha arcoíris. |

|                  |
| Rana arborícola. |